# 펀치 아웃!!
《펀치 아웃!!》(일본어: パンチアウト!! 판치아우토!![*], 영어: Punch-Out!!)은 닌텐도가 개발한 비디오 게임 시리즈이다.
일부 시리즈에서는 마리오가 권투 심판으로 등장하며 마이크 타이슨이 최종보스로 등장한다.

## 시리즈 목록
- 펀치 아웃!! (아케이드, 1984)
- 슈퍼 펀치 아웃!! (아케이드, 1984)
- 암 레슬링 (아케이드, 1985)
- 펀치 아웃!! (패미컴, 1987)
- 슈퍼 펀치 아웃!! (슈퍼패미컴, 1994)
- 펀치 아웃!! (Wii, 2009)